# 電訊媒體集團
電訊媒體集團（英語：Telegraph Media Group），前稱電訊集團（Telegraph Group），是每日電訊報和星期日電訊報的經營者以及報業控股（Press Holdings）的附屬公司。

## 历史
2004年，大衛和弗雷德里克·巴克利（David and Frederick Barclay）經過多個月的認真出價和訴訟後，於7月正式向位於加拿大安大略省多倫多的霍林格公司（英語：Hollinger Inc.）收購電訊媒體集團。而截至2013年3月，該集團的控制者是於加拿大出生的英國商人康拉德·布萊克。

## 外部連結
- 電訊媒體集團的經營業務網站 （页面存档备份，存于）
- 電訊媒體集團研究學院網站 （页面存档备份，存于）
- 在英國衛報上關於電訊媒體集團的資訊 （页面存档备份，存于）